# Peter Paulus
Peter Paulus (* Juni 1948) ist ein deutscher Psychologe und Hochschullehrer an der Leuphana Universität Lüneburg.
Paulus machte den Diplomabschluss in Psychologie 1974 in Würzburg, die Promotion in Psychologie folgte 1980 in Braunschweig, die Habilitation 1989 an der Universität Göttingen bei Hans-Peter Nolting. 1995 wurde er als Professor für Pädagogische Psychologie an die Fachhochschule Magdeburg, 1998 als Professor für Psychologie an das Institut für Psychologie der Universität Lüneburg berufen. 2013 trat er in den Ruhestand.
Paulus schrieb wichtige Einführungen in die Psychologie und ist weiter in der Gesundheitsforschung aktiv. Daneben interessieren ihn Computerspiele. Er will die Gamification nutzen, um Inhalte wie die Gesundheitsförderung in allen Altersstufen zu fördern.

## Schriften
- Schulische Gesundheitsförderung aus Sicht von Schulleitungen: Umsetzungsstand und Einflussfaktoren. In: Ergebnisse des WHO-Jugendgesundheitssurveys, 2016
- mit Hans-Peter Nolting: Psychologie lernen: Eine Einführung und Anleitung, 15. Aufl., Beltz, 2018, ISBN 978-3-86820-574-9
- mit Hans-Peter Nolting: Pädagogische Psychologie, Kohlhammer, 3. Aufl. 2004. ISBN 978-3-17-018212-7
- Zur Erfahrung des eigenen Körpers, Beltz 1982 [=Dissertation Braunschweig 1980]